# Regata Buenos Aires - Río de Janeiro
La Regata Oceánica Buenos Aires - Río de Janeiro es una competencia náutica internacional organizada conjuntamente por el Yacht Club Argentino y el Club de Yates de Río de Janeiro, que se disputa cada 3 años desde 1947.

## Historia
La idea de una regata oceánica de 1200 millas náuticas que uniera las dos ciudades latinoamericanas nació en Buenos Aires en siciembre de 1945. Su proponente inicial fue Hipólito Gil Elizalde, director de la revista Yachting Argentino y Cándido Pimentel Duarte, un aficionado brasileño que colaboraría desde la ciudad carioca.
Fueron de la partida, el 4 de enero de 1947 nueve de las diez embarcaciones inscriptas y el  Fjord III lo hizo un día después.
La embarcación Alfard fue la trinfadora en esta primera edición luego de navegar 257 horas 40 minutos y 21 segundos.
La Regata Buenos Aires - Río de Janeiro habiéndose disputado desde su inicio entonces en 24 oportunidades.
La dedicación y organización del Yacht Club Argentino y el Club de Yates de Río de Janeiro, convirtieron a esta prueba en un
evento deportivo ya familiar al Yachting Mundial.

Muy pronto, se despertó el interés por la regata y se convirtieron en constantes y activos participantes, yachtsmen de Alemania,
Argentina, Australia, Brasil, Chile, USA, España, Holanda, Italia, Noruega, Perú, Portugal, Reino Unido de Gran Bretaña, Sudáfrica y Uruguay. 

La "Cinta Azul" de la regata, fue ganada en 9 oportunidades por yates de USA, 8 por Argentina, 4 por Brasil, 1 por Sudáfrica y 2 por Uruguay.

El menor tiempo real lo estableció el yate "RAMBLER", de Ken Read, quién en 2008 cubrió el recorrido en 4 días, 09 horas, 55
minutos, 45 segundos.

El menor tiempo corregido de la regata fue establecido por el yate "DAPHNE", de Germán Frers, con 4 días, 9 horas, 4
minutos, 48 segundos. En tiempo corregido la regata fue ganada 15 veces por yates de Argentina, 4 por los del Brasil, 4 por los de
USA y 1 por Uruguay.

## Palmarés
| Edición | Año  | Ganador            | Bandera        | Timonel                             | Fórmula          |
| I       | 1947 | ALFARD             | Argentina      | Felipe A. Justo                     | L.I.S.           |
| II      | 1950 | FJORD III          | Argentina      | Germán Frers                        | L.I.S.           |
| III     | 1953 | CAIRU II           | Brasil         | Jorge F. Geyer                      | C.C.A.           |
| IV      | 1956 | FORTUNA            | Argentina      | Luis M. Palacios Córdoba            | C.C.A.           |
| V       | 1959 | TANGO              | Argentina      | Raúl G.A. Decker                    | C.C.A.           |
| VI      | 1962 | CARLA              | Argentina      | Jorge J. Ferrini                    | C.C.A.           |
| VII     | 1965 | ONDINE             | Estados Unidos | S.A. Long                           | C.C.A.           |
| VIII    | 1968 | ONDINE             | Estados Unidos | S.A. Long                           | C.C.A.           |
| IX      | 1971 | PLUFT              | Brasil         | Israel Klabin                       | C.C.A.           |
| X       | 1974 | RECLUTA II         | Argentina      | Carlos A. Corna                     | IOR. MK III      |
| XI      | 1977 | WA WA TOO          | Brasil         | Fernando Nabuco de Abreu            | IOR. MK III      |
| XII     | 1979 | MADRUGADA          | Brasil         | Pedro Paulo Couto                   | IOR. MK III      |
| "       | "    | LA PINTA           | Argentina      | Francisco J. Tavella                | Cruc Lim.        |
| XIII    | 1981 | FORTUNA II         | Argentina      | Máximo E. Rivero Kelly              | IOR. MK III      |
| "       | "    | BLANCA ESTELA      | Chile          | Fernando Acosta Carvallo            | C Lim. II M.     |
| XIV     | 1984 | CONGERE            | Estados Unidos | Bevin D. Koeppel                    | IOR. MK III      |
| "       | "    | BLANCA ESTELA      | Chile          | Fernando Acosta Carvallo            | F.H.R. 85        |
| XV      | 1987 | DAPHNE             | Argentina      | Germán Frers                        | IOR. MK III      |
| "       | "    | ESPERANZA          | Argentina      | Carlos E. Fernández                 | F.H.S.           |
| XVI     | 1990 | REMACHO            | Argentina      | Juan C. Oyhanart                    | IOR. MK III      |
| "       | "    | MAGIC              | Argentina      | Carlos Wainstein                    | I.M.S.           |
| XVII    | 1993 | URUGUAY NATURAL    | Uruguay        | Gustavo Manzini                     | IOR. MK III      |
| "       | "    | MAX PLUS           | Argentina      | Guillermo O. Kreutzer               | I.M.S.           |
| XVIII   | 1996 | MAITE              | Argentina      | Ramón O. Igarreta                   | I.M.S.           |
| XIX     | 1999 | MANDRAKE           | Uruguay        | Ricardo Umpierre                    | I.M.S.           |
| XX      | 2002 | FANFARRÓN II       | Argentina      | Gonzalo M. Haedo                    | I.M.S.           |
| "       | "    | MANILA BIOGÉNESIS  | Argentina      | Carlos Campora                      | Trip. Dobles     |
| XXIº    | 2005 | NUBIUM             | Argentina      | Esteban Kallay                      | I.M.S.           |
| "       | "    | SENSATION – KODAK  | Argentina      | Dennis Portieri                     | O.R.C. Club      |
| "       | "    | MANILA BIOGÉNESIS  | Argentina      | Carlos Campora                      | Trip. Dobles     |
| "       | "    | HORIZONTE          | Argentina      | Francisco Billoch                   | Veleros Clásicos |
| XXIIº   | 2008 | RAMBLER            | Estados Unidos | Ken Read                            | ORC Internac.    |
| "       | "    | ESPERANZA          | Argentina      | Daniel Bado                         | Veleros Clásicos |
| "       | "    | ESPERANZA          | Argentina      | Daniel Bado                         | ORC Club         |
| "       | "    | ALBACORA           | Argentina      | Jorge Jáuregui-Alfredo L. Agote     | Trip. Dobles     |
| XXIIIº  | 2011 | ABBEY SEA BACCARAT | Argentina      | Esteban Kallay                      | ORC              |
| XXIVº   | 2014 | FUGA               | Argentina      | Mariano Delgui                      | ORC Internac.    |
| "       | "    | JOANNE             | Argentina      | Felix Noguera                       | Veleros Clásicos |
| "       | "    | MARIA MARIA        | Argentina      | Martin A Nacarato                   | ORC Club         |
| "       | "    | JOSEPHINE          | Uruguay        | Juan Carrau                         | Trip. Dobles     |
| XXVº    | 2017 | VENTANEIRO 3       | Brasil         | Renato Cunha                        | ORC Internac.    |
| "       | "    | FJORD VI           | Argentina      | Jorge Jáuregui                      | ORC Club         |
| "       | "    | LADY MARILINE      | Uruguay        | Nicolas Gonzalez-Alejandro Salustio | Trip. Dobles     |
| XXVIº   | 2020 | MERCANARIO 4       | Argentina      | Martin A Nacarato                   | ORC Internac.    |
| "       | "    | MATRERO            | Argentina      | Rafael Pereira Aragon               | ORC Club         |
| "       | "    | MARIA              | Argentina      | Gustavo Ramos                       | ORC Crucero      |
| "       | "    | MAD MAX            | Argentina      | Patricio Guisasola                  | Trip. Dobles     |
| XXVIIº  | 2023 | FORTUNA III        | Argentina      | Alexis Pucheta                      | ORC 1            |
| "       | "    | LADINO             | Argentina      | Francisco Hariri                    | ORC 2            |
| "       | "    | FUGA               | Argentina      | Mariano Delgui                      | Trip. Dobles     |

## Ganadores de la cinta azul - menor tiempo empleado
| Año  | Yate               | Timonel                  | País           | Tiempo Real (Días/Hora/Min/Seg) | Tiempo Real (Días/Hora/Min/Seg) | Tiempo Real (Días/Hora/Min/Seg) | Tiempo Real (Días/Hora/Min/Seg) |
| 1947 | ALFARD             | Felipe A. Justo          | Argentina      | 10                              | 17                              | 40                              | 40                              |
| 1950 | VENDAVAL           | H.L. Martín              | Brasil         | 10                              | 0                               | 21                              | 31                              |
| 1953 | WHITE MIST         | B. White                 | Estados Unidos | 12                              | 0                               | 41                              | 12                              |
| 1956 | FORTUNA            | Luis Palacios Córdoba    | Argentina      | 8                               | 17                              | 47                              | 27                              |
| 1959 | ARGYLL             | W.T. Moore               | Estados Unidos | 10                              | 23                              | 31                              | 25                              |
| 1962 | STORMVOGEL         | C. Brunynzeel            | Sudáfrica      | 7                               | 23                              | 37                              | 0                               |
| 1965 | ONDINE             | S.A. Long                | Estados Unidos | 9                               | 4                               | 52                              | 25                              |
| 1968 | ONDINE             | S.A. Long                | Estados Unidos | 7                               | 21                              | 34                              | 20                              |
| 1971 | ONDINE             | S.A. Long                | Estados Unidos | 7                               | 9                               | 24                              | 15                              |
| 1974 | SAGA               | E. Lorentzen             | Brasil         | 7                               | 3                               | 28                              | 35                              |
| 1977 | WA WA TOO          | Fernando Nabuco de Abreu | Brasil         | 7                               | 21                              | 50                              | 30                              |
| 1979 | ONDINE             | S.A. Long                | Estados Unidos | 7                               | 15                              | 14                              | 51                              |
| 1981 | ONDINE             | S.A. Long                | Estados Unidos | 6                               | 10                              | 41                              | 36                              |
| 1985 | CONGERE            | Bevin D. Koeppel         | Estados Unidos | 6                               | 8                               | 55                              | 26                              |
| 1987 | CISNE BRANCO       | F.A. Rocha Coelho        | Brasil         | 4                               | 18                              | 52                              | 57                              |
| 1990 | FORTUNA II         | Marcelo Goyenechea       | Argentina      | 8                               | 10                              | 33                              | 27                              |
| 1993 | URUGUAY NATURAL    | Gustavo Vanzini          | Uruguay        | 6                               | 12                              | 42                              | 20                              |
| 1996 | CAMBA II           | Jorge Fernández Viña     | Argentina      | 8                               | 21                              | 42                              | 24                              |
| 1999 | BONANZA            | Gustavo Musso            | Uruguay        | 6                               | 21                              | 15                              | 35                              |
| 2002 | FORTUNA II         | Marcelo Goyenechea       | Argentina      | 8                               | 3                               | 8                               | 30                              |
| 2005 | FORTUNA III        | César Recalde            | Argentina      | 8                               | 5                               | 11                              | 23                              |
| 2008 | RAMBLER            | Ken Read                 | Estados Unidos | 4                               | 9                               | 55                              | 45                              |
| 2011 | ABBEY SEA BACCARAT | Esteban Kallay           | Argentina      | 8                               | 2                               | 29                              | 0                               |
| 2014 | FUGA               | Mariano Delgui           | Argentina      | 9                               | 18                              | 52                              | 40                              |
| 2017 | FORTUNA III        | Luis Sgriletti           | Argentina      | 7                               | 13                              | 14                              | 45                              |
| 2020 | FORTUNA III        | Armada Argentina         | Argentina      | 6                               | 5                               | 8                               | 14                              |
| 2023 | FORTUNA III        | Alexis Pucheta           | Argentina      | 7                               | 1                               | 39                              | 31                              |

MEJOR TIEMPO CORREGIDO HASTA LA FECHA (2011) 

1987 "DAPHNE" Germán Frers 

4 D. 09 H. 04 M. 48 S.
MENOR TIEMPO EMPLEADO HASTA LA FECHA (2011) 

2008 "RAMBLER" Ken Read  

4 D. 09 H. 55 M. 45 S.